# Културно-историческа психология
Културно-историческата психология (школа на Виготски) е направление на психологическите изследвания, основано от Лев Виготски в края на 20-те година на ХХ век и развито от неговите студенти и последователи в Източна Европа и по света.
Културно-историческата психология възниква като отговор на Картезианския дуализъм между ума и тялото в психологията по това време, като е обмислена за установяване на нова парадигма в психологическите изследвания, която би преодоляла ограничения обективизъм на бихевиоризма (Уотсън) и субективизма на интроспективната психология на Вундт, Уилям Джеймс и други. Фокусира се върху човешкото развитие, за да отправи генетични претенции относно функционирането на психиката при дейност.
Някои от учениците на Виготски – Алексей Леонтиев, Александър Лурия, Пьотър Галперин, Василий Давидов и други в Съветския съюз развиват културно-историческата психология. Лазло Гарай (В Унгария) и Клаус Холцкамп (в Германия) развиват, респективно, техни собствени подходи към културно-историческата психология.

## Външни източници
- Зинченко В. П. (1993). Культурно-историческая психология: опыт амплификации. Вопросы психологии, 1993, N 4.
- Культурно-историческая психология Архив на оригинала от 2006-09-14 в Wayback Machine., [Cultural-historical psychology], International psychological journal (in Russian)
- Lev Vygotsky Archive at marxists.org
- A.N. Leontev Archive at marxists.org
- A.R Luria Archive at marxists.org
- Cole, M. (1996). Cultural Psychology: a once and future discipline. Cambridge: Harvard University Press.
- Cole, M. (1995). „Socio-cultural historical psychology“. in Sociocultural studies of mind. ed. Jim Wertsch et al. Cambridge: Harvard University Press.
- Cole, M. & Scribner, Sylvia. (1981). The Psychology of Literacy. Cambridge: Harvard University Press.
- Saxe, G. (1990) Culture and cognitive development: studies in mathematical understanding. Hillsdale, NJ: Erlbaum Press.
- Wertsch, James. (1985). Mind as Action. New York: Oxford University Press.

|  | Тази страница частично или изцяло представлява превод на страницата Cultural-historical psychology в Уикипедия на английски. Оригиналният текст, както и този превод, са защитени от Лиценза „Криейтив Комънс – Признание – Споделяне на споделеното“, а за съдържание, създадено преди юни 2009 година – от Лиценза за свободна документация на ГНУ. Прегледайте историята на редакциите на оригиналната страница, както и на преводната страница, за да видите списъка на съавторите. ВАЖНО: Този шаблон се отнася единствено до авторските права върху съдържанието на статията. Добавянето му не отменя изискването да се посочват конкретни източници на твърденията, които да бъдат благонадеждни. |